# Păucea
Păucea – wieś w Rumunii, w okręgu Sybin, w gminie Blăjel. W 2011 roku liczyła 435 mieszkańców.